# Polyosma
Polyosma je maleni rod dvosupnica iz porodice eskalonijevki (Escalloniaceae), raširen u Australiji i Tasmaniji. Sastoji se od 90 vrsta raširenih od tropske Azije do jugozapadnog Pacifika: istočne Himalaje, sjeveroistočna Indija, Andamansko otočje, Kina, Indokina, Malezija, Nova Gvineja (19), Borneo (20), tropska Australija (6), Nova Kaledonija (5). Mnoga neobjavljena Schulze-Menzova imena nisu navedena.
Opisan je u Bijdragen tot de flora van Nederlandsch Indië (13): 658. 1825 [1826].

## Vrste
1. Polyosma alangiacea F. Muell.
2. Polyosma amygdaloides Reeder
3. Polyosma angustata Schulze-Menz ex Saw
4. Polyosma annamensis Gagnep.
5. Polyosma blaoensis O. Lecomte
6. Polyosma borneensis Schltr.
7. Polyosma brachystachys Schltr.
8. Polyosma bracteosa Stapf
9. Polyosma buxea Mattf.
10. Polyosma cambodiana Gagnep.
11. Polyosma cestroides Schltr.
12. Polyosma collina Saw
13. Polyosma coriacea King
14. Polyosma crassifolia Kaneh. & Hatus.
15. Polyosma cunninghamii Benn.
16. Polyosma cyanoides L. G. Saw
17. Polyosma dentata Schltr.
18. Polyosma dewildei L. G. Saw
19. Polyosma discolor Baill.
20. Polyosma dolichocarpa Merr.
21. Polyosma fasciculata Ridl.
22. Polyosma finisterrae Schltr.
23. Polyosma forbesii Valeton ex Lauterb.
24. Polyosma fragrans (Wall.) Benn.
25. Polyosma fulva L. G. Saw
26. Polyosma gigantea Baker fil.
27. Polyosma gitingensis Elmer
28. Polyosma glabrescens L. G. Saw
29. Polyosma glaucescens Ridl.
30. Polyosma globosa A. R. Bean & P. I. Forst.
31. Polyosma grandiflora L. G. Saw
32. Polyosma grandis Ridl.
33. Polyosma heliciiformis Kaneh. & Hatus.
34. Polyosma helicioides F. Muell.
35. Polyosma hirsuta C. T. White
36. Polyosma hookeri Stapf
37. Polyosma ilicifolia Blume
38. Polyosma induta Reeder
39. Polyosma integrifolia Blume
40. Polyosma kingiana Schltr.
41. Polyosma kouaouana Pillon
42. Polyosma laetevirens Griff. ex C. B. Clarke
43. Polyosma lagunensis Merr.
44. Polyosma latifolia Schltr.
45. Polyosma leratii Guillaumin
46. Polyosma linearibractea Merr.
47. Polyosma longebracteolata O. Schmidt
48. Polyosma longepedicellata King
49. Polyosma macrobotrys Mattf.
50. Polyosma maliauensis Saw
51. Polyosma matangensis L. G. Saw
52. Polyosma melanophylla L. G. Saw
53. Polyosma mjoebergii Merr.
54. Polyosma mucronata Reeder
55. Polyosma murudensis L. G. Saw
56. Polyosma nhatrangensis Gagnep.
57. Polyosma nigrescens A. R. Bean & P. I. Forst.
58. Polyosma nullii B. C. Stone
59. Polyosma occulta Reeder
60. Polyosma oligantha Reeder
61. Polyosma oligodonta Merr.
62. Polyosma pancheriana Baill.
63. Polyosma parviflora King
64. Polyosma parvifolia L. G. Saw
65. Polyosma penibukanensis Heine
66. Polyosma philippinensis Merr.
67. Polyosma pilosa Esser
68. Polyosma piperi Merr.
69. Polyosma pseudobracteosa L. G. Saw
70. Polyosma pubescens Ridl.
71. Polyosma pulgarensis Elmer
72. Polyosma rampae W. N. Takeuchi
73. Polyosma reducta F. Muell.
74. Polyosma retusa C. B. Rob.
75. Polyosma rhytiphloia C. T. White & W. D. Francis
76. Polyosma rigidiuscula F. Muell. & F. M. Bailey
77. Polyosma robusta (Ridl.) Saw
78. Polyosma scortechinii King
79. Polyosma spicata Baill.
80. Polyosma stenosiphon Schltr.
81. Polyosma subalpina Schulze-Menz ex Royen
82. Polyosma subintegrifolia (Guill.) Pillon
83. Polyosma torricellensis Schltr.
84. Polyosma trimeniifolia Kaneh. & Hatus.
85. Polyosma turfosa Gagnep.
86. Polyosma urdanetensis Elmer
87. Polyosma verticillata Merr.
88. Polyosma villosa Merr.
89. Polyosma vochysioides Reeder
90. Polyosma wallichii Benn.